# Calolziocorte
Calolziocorte (lombardul: Calóls e Cùrt) település Olaszországban, Lombardia régióban, Lecco megyében. Lakosainak száma 13 514 fő (2023. január 1.). Calolziocorte Brivio, Carenno, Monte Marenzo, Olginate, Torre de’ Busi, Erve és Vercurago községekkel határos.

## Népesség
A település népességének változása:
| Lakosok száma | 14 121 | 13 904 | 13 877 | 13 514 |
|               | 2004   | 2017   | 2018   | 2023   |